# 元カレとツイラクだけは絶対に避けたい件

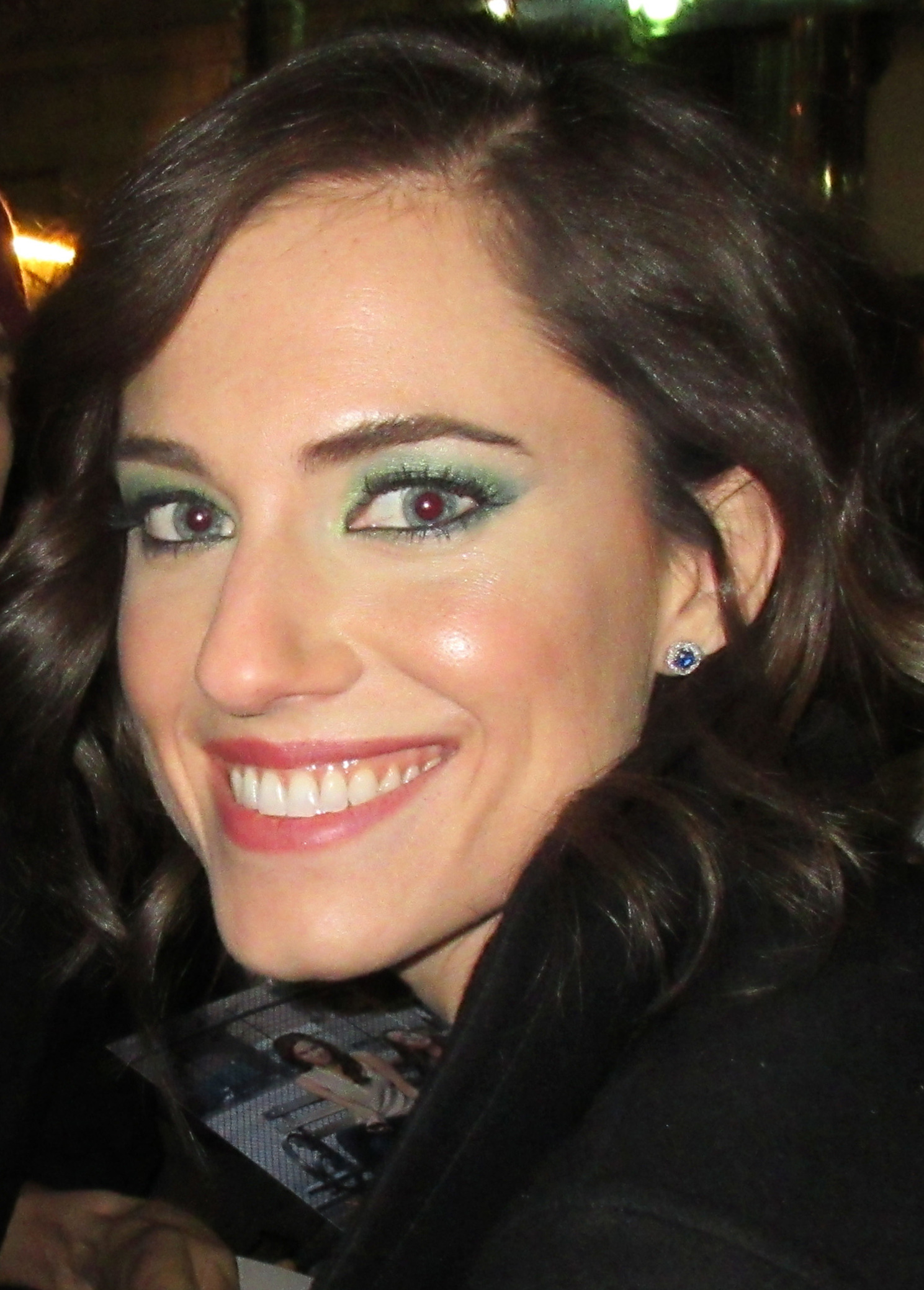
アリソン・ウィリアムズ（2018年1月）

『元カレとツイラクだけは絶対に避けたい件』（もとカレとツイラクだけはぜったいにさけたいけん、Horizon Line）は、2020年のスウェーデン・アメリカ合衆国の冒険スリラー映画。監督はミカエル・マルシメーン、出演はアリソン・ウィリアムズとアレクサンダー・ドレイマンなど。大海原の上でパイロットが急死して小型飛行機内に取り残された元恋人同士の気まずい2人のサバイバルを描いている。
日本では2021年8月6日にギャガの配給で公開された。

## ストーリー
主人公のサラは、友人の結婚式のために小型飛行機でインド洋に浮かぶ南の孤島に向かう。そこで、かつての恋人で今は気まずい関係のジャクソンと乗り合わせるが、離陸直後上空6000mでパイロットが心臓発作により急死してしまう。

## キャスト
※括弧内は日本語吹替。
- サラ: アリソン・ウィリアムズ（うえだ星子）

ロンドン在住の女性。
- ジャクソン: アレクサンダー・ドレイマン（英語版）（綱島郷太郎）

サラの元恋人。サラに曖昧な別れ方をされたことから複雑な思いを馳せている。
- フレディー: キース・デイヴィッド（宝亀克寿）

パイロット。サラの叔父。操縦中に心臓発作で亡くなってしまう。
- パスカル: パール・マッキー（小若和郁那）

サラの友人。結婚式で新婦を務める。高いところから川に飛び込む大胆な性格。
- ソロモン: プリヴィルジュ・マンゲジ（宮園拓夢）

サラの友人。密造者。
- ナディア: アマンダ・カーン

## 日本語タイトル変更
当初、日本では『元カレとセスナに乗ったらパイロットが死んじゃった話』とのタイトルで劇場公開されることが2021年6月3日にギャガより発表されていた。
その後、海外権利元であるSTXから「日本のタイトル承認プロセスにおいて、一部表現について当社（STX）で誤認識があり、誤って承認をしてしまった」との連絡があり、邦題変更の要請があったため、配給側と協議した結果、本タイトルに改題することが2021年6月25日に発表された。旧邦題については「予告に登場する飛行機はセスナ機ではない」と指摘する声が挙がっていた。
なお、原題の"Horizon Line"は、英語で「地平線」もしくは「水平線」の意味である。

## 作品の評価
Rotten Tomatoesによれば、5件の評論のうち高評価は40%にあたる2件で、平均点は10点満点中4.9点となっている。